# Arena Poliesportiva Amadeu Teixeira
A Arena Poliesportiva Amadeu Teixeira é um ginásio brasileiro, localizado em Manaus, Amazonas. Com capacidade para 10.201 pessoas, é o segundo maior e mais moderno ginásio poliesportivo da Região Norte, ficando atrás apenas da Arena Guilherme Paraense em Belém. Tem quadra de esportes que pode ser usada para torneios de basquete, futsal e vôlei.
Já sediou várias competições internacionais, como o Campeonato Sul-Americano de Voleibol Masculino Sub-21 (2006), a Copa América de Voleibol (2007) e o Grand Prix de Futsal (2011).

## História
O ginásio foi inaugurado em 5 de setembro de 2006, sob a alcunha não-oficial de Ginásio Poliesportivo de Manaus, em partida as seleções de vôlei masculino do Brasil e do Chile pelo Campeonato Sul-Americano Sub-21. Recebeu o nome oficial de Arena Poliesportiva Amadeu Teixeira somente em 2007. Esta denominação homenageia ao icônico treinador de futebol amazonense Amadeu Teixeira, que entrou para o Livro dos Recordes como o treinador que por mais tempo ficou na mesma equipe: ao todo, foram  50 anos treinando o América-AM. Ainda em 2007, a Arena sediou a Copa América de Voleibol.
A Arena já recebeu vários eventos artísticos como o show do rei Roberto Carlos e eventos infantis, como o Circo Nacional da China e os Looney Toones. Também são realizados no ginásio eventos religiosos e shows internacionais. A Arena também recebeu um dos shows da turnê de 2012 da banda Los Hermanos.
Em novembro de 2016, a Arena foi palco de uma partida da Superliga Feminina de Vôlei, entre Dentil/Praia Clube e São Cristóvão Saúde/São Caetano.
Em julho de 2017, seguindo recomendação do Ministério Público Federal para a retirada de nomes de pessoas vivas em bens públicos do Amazonas, baseado na Lei Federal nº 6.454/77, o governo do Amazonas rebatizou a Arena a como Ginásio Poliesportivo do Amazonas. Com o falecimento de Amadeu Teixeira em novembro do mesmo ano, o ginásio retornou à sua denominação original.
Ainda em 2017, em 2 de dezembro, a Arena sediará pela primeira vez uma partida da Superliga Masculina de Vôlei, entre Sada Cruzeiro e Vôlei Renata, mandante do duelo.

## Estrutura
Confeccionado em cerâmica de alta resistência, o piso das quadras oferece as mesmas qualidades técnicas existentes nos mais avançados ginásios do mundo. O estacionamento com mais de 1.000 vagas proporciona ao usuário a segurança e facilidade necessárias para o acesso ao logradouro. Atletas e árbitros são apoiados por uma estrutura de vestiários e banheiros completos.
O anel superior da estrutura contém os conjuntos de banheiros públicos (sete masculinos e sete femininos), além daqueles destinados às pessoas portadoras de deficiência física, que também contam com elevador destinado à permitir o acesso às demais dependências. O ginásio comporta, ainda, postos policiais, postos médicos e lanchonetes.